# Tommy Tomorrow
Tommy Tomorrow es un héroe de ciencia ficción publicado por la editorial DC Comics en varios de sus títulos desde 1947 hasta 1963. Su primera aparición fue en la revista Real Fact Comics #6, (enero de 1947). Fue creado por Jack Schiff, George Kashdan, Bernie Breslauer, Virgil Finlay, y Howard Sherman. Fue líder del equipo que lleva su nombre, Tommy Tomorrow y Los Planetarios.

## Biografía

### Pre-Crisis
De acuerdo a la revista Tommy Tomorrow en la revista Acción Comics #127, Tommy se graduó en el Puerto Espacial West Point en 1988 (En la antigua continuidad Pre-Crisis). Se convirtió en coronel de un equipo de exploradores galácticos denominados Los Planetarios, una fuerza policial del siglo XXI. Una futuristica Ciudad Gótica es la capital no solo de la Tierra sino de la Tierra y del Sistema Solar. Cada planeta, cada luna, e incluso muchos asteroides en el sistema solar parecían tener alguna forma de vida alienígena extraña o de la peculiar raza Sentinent (especie alienígena que habitualmente aparecía en sus aventuras) en esta serie, inclusive un océano en donde podía existir la vida en Venus . Su primera misión de la Bureau de Ciencias era conseguir algunos especímenes de peces exóticos para el nuevo Acuario Interplanetario. Allí Conoció a Joan Gordy del Emisora de Radio Interplanetaria, que le ayudaría en esta tarea. Al final de la historia, se obtiene la medalla Planetaria por obtener estos especímenes de pescadoa. El personaje estaba destinado a vivir en una especie de "futuro común y corriente", pero iba cambiando lentamente hacia el perfil de un policía, trasladándolo a otros títulos. En estas historias, Tommy, fue asistido más adelante por el capitán Brent Wood (cuya primera aparición fue en el Acción Comics #142 (marzo de 1950); luego en las revistas #148, #152 y #154 en adelante (cuando el personaje se convirtió en un personaje habitual), destacándose siempre con su uniforme de color púrpura con algunos ajustes amarillos, viajó por el espacio siguiendo las rutas espaciales como patrullero y donde se ganó el sobrenombre de "As Espacial". En el Acción Comics #150, las aventuras de Tommy Tomorrow se establecieron hacia el año 2050, ya que los escritores se dieron cuenta de que la década de los 1990 fueron demasiados optimistas como para ver que cierto tipo de tecnología ficticia de las historias no encajaban perfectamente en dicho tiempo, por lo que se trasladó casi 100 años en el futuro (teniendo en cuenta que el cómic había sido escrito entr finales de los años 40 y los años 50). La mayoría de sus historias fueron escritas por Otto Binder y dibujado por Jim Mooney. Tommy tenía un hermano menor llamado Tim. En la revista Acción Comics #161, se reveló que Brent Wood era realmente el hijo del famoso pirata espacial Mart Black y que fue adoptado por el capitán Wood, quien mató al infame pirata.
Después de una breve pausa, Tommy fue reestructurado y luego presentado de nuevo en Showcase #41 (1962), pero no obtuvo otra serie. Por entonces Capitán Wood había muerto, tomando a Tommy como el socio extranjero en Venus. El escritor Arnold Drake y el artista Lee Elias fue el equipo creativo para esta versión.

### Crisis En las Tierras Infinitas: Su nuevo origen
Las consecuencias de la Crisis en las Tierras Infinitas, se reestructuró su tiempo histórico y su existencia, en donde este fue mostrado que tuvo un futuro alternativo en donde el fenómeno denominado el Gran Desastre que creó el mundo posapocalíptico de Kamandi no había sucedido al crearse otra línea temporal, y que en dicha línea temporal el chico que habría crecido en dicho futuro alterno hasta ser Kamandi había crecido para convertirse Tommy Tomorrow. De acuerdo a lo anterior, El heroico Tommy Tomorrow era originalmente un niño llamado Kamandi Blank, el nieto de Buddy Blank alias OMAC, el héroe que dedicó su vida para evitar el gran desastre en el siglo 21. Por razones desconocidas, el niño fue encontrado en el refugio llamado Bunker D de la sede del Espacio Planetario por el general Horatio Tomorrow de los Planetarios, en el siglo 22.
Una extraña fuerza alienígena aparentemente colonizó la ciudad de Demetri, Kansas, haciendo una referencia a un "Mayor Tomorrow" de un grupo intergaláctico denominado Los Planetarios en la revista de cómics Magog #7. Se había puesto en esta serie por varias fuentes que Tommy Tomorrow apareció como un villano en la serie.

## Otras Versiones Alternativas
- En 1990, un sustituto Tommy Tomorrow fue un personaje importante en la miniserie escrita y dibujada por Howard Chaykin llamada Crepúsculo, que trató de traer a todos los futuros personajes espaciales y de ciencia ficción de DC Comics en una misma serie (a pesar de que muchas de estas historias se produjeron en diferentes períodos de tiempo). En esta ocasión, Tomorrow no sabía quienes fueron sus padres, él quedó emocionalmente desequilibrado, y mainpulaba a Los Planetarios, se volvió muy autocrático, usándolos tanto contra sus enemigos, como sus rivales, Los Caballeros de la Galaxia.[9]

- Según DC Un Millón, El Starman de este futuro alternativo de donde provenía se llama Tommy Tomorrow II.

- Kamandi es la contaparte de un universo alternativo de Tommy Tomorrow, ya que en dicho futuro se produjo la catástrofe Apocalíptica denominada El Gran Desastre.[1]

- Un capitán Tomorrow apareció en el crossover Star Trek/Legión de Superhéroes.

- En el cómic creado por Stan lee para DC Comics Just Imagine! Stan Lee Crea el Universo DC, un adolescente que creció con Robin, y siendo el siervo del Reverendo Darrk fue nombrado Tommy Tomorrow.